# Condado de Island
O Condado de Island é um dos 39 condados do estado americano de Washington. A sede de condado é Coupeville, e sua maior cidade é Oak Harbor. O condado possui uma área de 1,340 km², uma população de 71,558 habitantes, e uma densidade populacional de 133 hab/km² (segundo o censo nacional de 2000).